# Thomas Kessler (Komponist)
Thomas Kessler (* 25. September 1937 in Zürich; † am oder vor dem 25. April 2024) war ein Schweizer Komponist. Er gehörte zu den Pionieren der elektronischen Musik.

## Leben

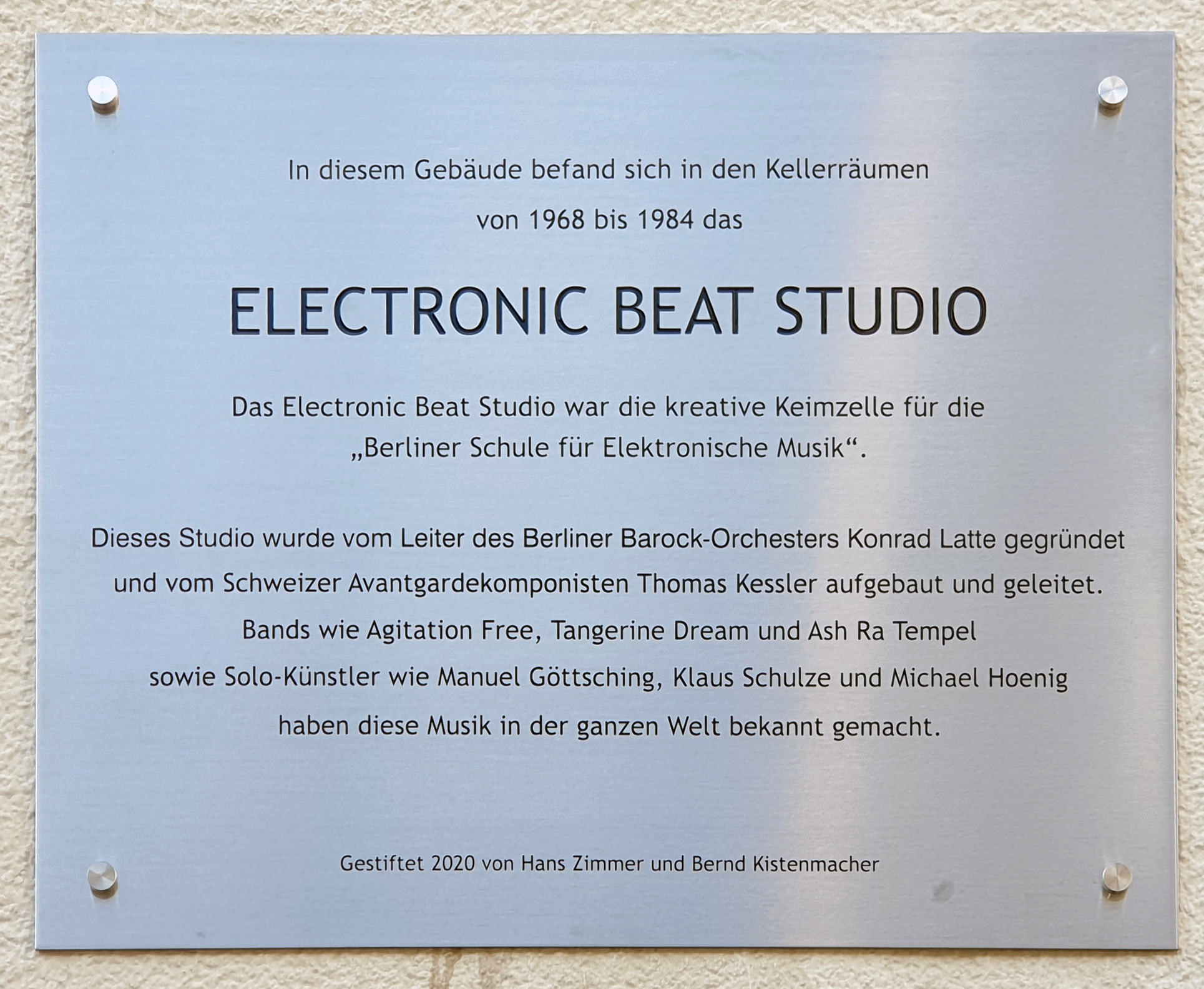
Gedenktafel am ehemaligen Electronic Beat Studio in Berlin-Wilmersdorf

Kessler studierte Germanistik und Romanistik an der Universität Zürich und Paris und anschließend Komposition bei Heinz Friedrich Hartig, Ernst Pepping und Boris Blacher an der Staatlichen Hochschule für Musik Berlin.
Er gründete 1965 sein eigenes elektronisches Studio und wurde Mitglied der Komponistenvereinigung Gruppe Neue Musik Berlin. Er begegnete Komponisten wie Luc Ferrari und Vinko Globokar. Später war er Leiter des Electronic Beat Studio Berlin und Musikdirektor des Centre Universitaire International de Formation et de Recherche Dramatiques in Nancy. Thomas Kessler unterrichtete von 1973 bis 2000 Komposition und Musiktheorie an der Musik-Akademie der Stadt Basel und rief dort das bekannte Elektronische Studio Basel ins Leben. Zu seinen Schülern gehörten u. a. Wolfgang Heiniger, Max E. Keller, Bettina Skrzypczak, René Wohlhauser und Thomas Chr. Heyde.
Zusammen mit Gérard Zinsstag gründete er die Tage für Neue Musik in Zürich und mit Wolfgang Heiniger das Festival ECHT!ZEIT in Basel. 2001 wurde er Composer in Residence bei den New Music Concerts in Toronto. Im Rahmen des Projekts Œuvres Suisses komponierte er für das Tonhalle-Orchester Zürich das Werk «Utopia III» für Orchester (in fünf Gruppen) und multipler Live-Elektronik, das am 18. November 2016 unter der Leitung von Pierre-André Valade in der Tonhalle Zürich uraufgeführt wurde.
Kessler starb im April 2024 im Alter von 86 Jahren.

## Auszeichnungen
- 1968 wurde er mit dem Kunstpreis für die junge Generation in Berlin ausgezeichnet
- 2007 erhielt er den mit 50000 Franken dotierten Kompositionspreis Marguerite Staehelin in Anerkennung seiner herausragenden Verdienste als Musiker
- 2011 wurde er in die Akademie der Künste Berlin gewählt
- 2018 wurde er mit dem Schweizer Musikpreis ausgezeichnet.[2]

## Tonsprache
Zu seinen Werken gehören Kammermusikstücke, Orchesterwerke und Kompositionen mit Live-Elektronik. Seit 1973 setzte er vermehrt Tonband, Synthesizer und Computer ein. In Los Angeles traf er mit Saul Williams zusammen, dessen Rap-Texte ihn inspirierten.

## Werke
- Konstellationen I (1965) für Flöte, Posaune, Violoncello und Klavier
- Vier Stücke (1965) für Streichquartett
- Countdown für Orpheus (1966) für Tonband
- Musik für Flöte, Klavier und Tonband (1966)
- Musik für Kontrabass, Klavier und Tonband (1966)
- Konstellationen II (1967) für Flöte, Klavier, Violine und Violoncello
- Trio (1968) für Streichtrio
- Maimusik (Revolutionsmusik) (1968) für Ensemble und Tonband
- Nationale Feiertage (1969)
- Smog (1971) für Posaune und Orchester
- Portrait (1972) für Posaune, Klavier und Schlagzeug
- Loop (1973) für Bandschleife und 4 variable Instrumente
- Aufbruch (1973) für außereuropäische Instrumente
- Piano Control (1974) für Klavier und Synthesizer
- Klangumkehr (1975) für großes Orchester
- Lost Paradise (1975) für Klavier, Harfe, Altflöte, Viola, Englischhorn und Live-Elektronik
- Dialoge (1977) für 2 außereuropäische und 2 europäische Musiker und Vocoder
- Unisono (1978) für 3 Klarinetten
- Violin Control (1978) für Violine und Synthesizer
- Schallarchiv (1979)
- Pujaparwata (1980) für Gamelan-Ensemble und Tonband
- Traumklang (1981) für Ensemble und Live-Elektronik
- Drumphony (1981) für Schlagzeug, computer und Orchester
- Drum Control (1983) für Schlagzeug und Computer
- Flute Control (1984–1988) für Flöte und Live-Elektronik
- La Montagne Ardente (1985) für 3 Synthesizer
- String Control (1987) für 1 Streichinstrument und Live-Elektronik
- Polysono (1987) für Fagott
- Aufbruch (1989–1990) für 5 sampler und Orchester
- Hades (1989) für Orgel und Tonband
- Harpsichord Control (1990–2005) für Cembalo und Live-Elektronik
- Kontrabass Control (1990–1991) für Kontrabass und Live-Elektronik
- Pièce de Concours (1990) für Violine und Tonband
- Choral (1991) für 4 Alt-Saxophone
- Ki (1992) für Orgel
- Message (1993) für Tonband
- Voice Control (1994–2000) für 3 Stimmen und Live-Elektronik
- Trombone Control (1994) für Posaune und Live-Elektronik
- Inselmusik (1995) für Altsaxophon, Marimbaphon und Klavier
- Windharfe (1996) für Violine, Flöte und Live-Elektronik
- Ego (1998)
- Irasshaimase (1999) für Shakuhachi und Tonband
- Guitar Control (1999) für Gitarre und Live-Elektronik
- Dichterlesung (2001–2002) für drei Musiker und Live-Elektronik
- „Is it?“ (2002) für Sopran und Sopran-Saxophon
- „,said the shotgun to the head.“ (2003) für Poetry-Sprecher, Rap-Chor und Orchester
- Utopia (2004) für 72 Orchestermusiker mit 72 live-elektronischen Instrumenten
- Oboe Control (2005) für Oboe und Live-Elektronik
- Engelberger Variation (2005) für Orgel
- Lufttore (2006) für Bassklarinette und Akkordeon
- NGH WHT (2007) für Sprecher und Streichquartett
- sweet sounds (2008) für Saxophon und Vokalensemble
- Utopia II (2010/2011) Auftragskomposition für die Kölner Philharmonie für Orchester und Elektronik; UA: 1. Juli 2011.